# Guarany Futebol Clube
Le Guarany Futebol Clube est un club brésilien de football basé à Bagé dans l'État du Rio Grande do Sul.

## Historique
- 1907 : fondation du club.

## Palmarès
- Championnat de l'État du Rio Grande do Sul (2) : 
  - Champion : 1920, 1938
- Championnat de l'État du Rio Grande do Sul de deuxième division (1) :
  - Champion : 2006